# Петраускас, Микас
Ми́кас Петра́ускас (лит. Mikas Petrauskas; 13 октября 1873, Палуше Давгелишской волости Свенцянского уезда  — 26 марта 1937, Каунас) — литовский композитор, дирижёр, музыкальный деятель; брат оперного певца Кипраса Петраускаса.

## Биография

### Образование
Начатки музыкального образования получил у отца органиста Йонаса Петраускаса и в музыкальной школе в Ракишках. Играл на органе, руководил хором и оркестром в Лабанорасе (1888—1896), Обяляй и Гервятах (1889—1900). 
В 1901 году поступил в Санкт-Петербургскую консерваторию и окончил её в 1906 году по классу пения у С. И. Габеля. Позднее обучался композиции в Парижской консерватории (1908), затем совершенствовался в пении в Италии, где также пел в спектаклях итальянских оперных театров (1911—1912). 

### Музыкальная деятельность

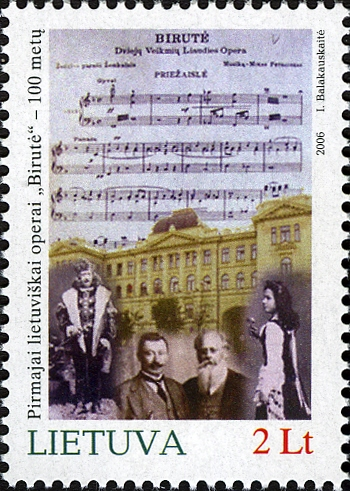
Марка Почты Литвы к 100-летию постановки оперы «Бируте» (2006)

В Санкт-Петербурге организовал хор литовской учащейся молодёжи и рабочих, занимался обработкой литовских народных песен.
В Санкт-Петербурге в 1903 году поставил свои оперетты «Трубочист и мельник», «Адам и Ева». В Вильно в 1906 году — первую литовскую национальную оперу «Бируте».
В 1905 году сблизился с участниками революционного движения в Вильно и в 1906 году был вынужден уехать за границу. Жил в Швейцарии (с 1906 года) и США (с 1907 года). В Швейцарии организовал студию пения для эмигрантов из России, поставил оперу Николая Лысенко «Наталка Полтавка» и сам в ней пел. В США Микасом Петраускасом были поставлены опера «Эгле — королева ужей» (1918) и ряд оперетт.
В 1920 году вернулся в Литву.
В 1922—1923 годах и 1926—1928 годах — жил в США. С 1928 года вновь в Литве. Жил в Каунасе.
Он автор 2 опер, многих оперетт, свыше 150 песен.
Похоронен на кладбище Расу в Вильнюсе.

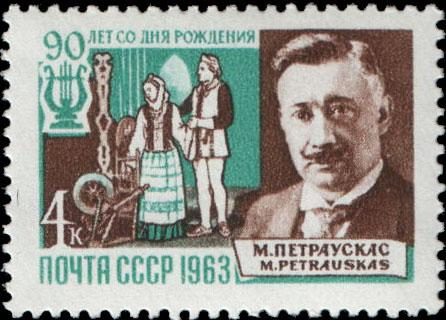
Почтовая марка СССР, 1963 год. Композиторы нашей Родины. Микас Петраускас (1873-1937), литовский композитор, дирижёр, музыкальный деятель.

## Память
В честь него была издана почтовая марка в СССР (1963). В Каунасе на доме, в котором жил композитор в 1928—1937 годах, установлена мемориальная доска.